# Commandos 3: Destination Berlin
Commandos 3: Destination Berlin (engl. „Ziel Berlin“) ist ein Echtzeit-Taktik-Computerspiel. Das Spiel ist der dritte Teil der Commandos-Spieleserie und die offizielle Fortsetzung zu Commandos 2: Men of Courage. Es erschien im Oktober 2003 für Windows und MacOS.
2022 erschien das Spiel als HD Remaster für Nintendo Switch, Xbox One und PlayStation 4.

## Handlung
Die Handlung hat sich, wie schon bei den Vorgängern, nicht wesentlich verändert. Im Zweiten Weltkrieg agiert ein Spezialtrupp der Alliierten hinter den feindlichen Linien im Kampf gegen das Deutsche Reich. Es stehen keine großen Schlachten, sondern kleine gezielte Operationen mit einer Spezialeinheit mit besonderen Fähigkeiten, den Commandos, im Vordergrund.
Anders als bei den Vorgängern bietet Commandos 3 erstmals eine zusammenhängende Story. Diese wird in drei Kampagnen erzählt und führt die Commandos von Stalingrad bis nach Berlin.

## Spielprinzip
Das wesentliche Spielprinzip hat sich wenig verändert. Jedoch wurden einige Details angepasst. So besteht der Commandostrupp nur noch aus sechs Spezialisten: Dem Green Beret, Scharfschütze, Marine, Sprengmeister, Spion und dem Dieb.
Das Spielfeld wird weiterhin aus der Vogelperspektive betrachtet und überwiegend mit der Maus gesteuert. Beim Betreten von Gebäuden wechselt das Spiel in eine 3D-Ansicht.
Die Missionen sind in drei Kampagnen aufgeteilt. Stalingrad bietet drei, Zentraleuropa sechs und die Normandie drei Missionen. Zusätzlich bietet das Spiel zwei Tutorials, in denen die wesentlichen Funktionen des Spiels erläutert werden.

### Mehrspielermodus
Während der Mehrspielermodus in den bisherigen Teilen aus einem Koop-Modus der Solomissionen bestand, hat sich dies bei Commandos 3: Destination Berlin geändert. Den Spielern stehen über Netzwerkverbindungen Deathmatchspiele auf den Karten der Solokampagne zur Verfügung. Ein Koop-Modus ist nicht auswählbar.

## Rezeption
Commandos 3: Destination Berlin wurde kritischer als seine Vorgänger aufgenommen. Heiko Klinge lobte 2003 in der GameStar November-Ausgabe zwar die neu hinzugekommene „Rahmenhandlung und spektakuläre Zwischensequenzen“, aber er kritisierte den Schwierigkeitsgrad, welchen er als „frustrierend“ betitelte. Verantwortlich machte er dafür unter anderem auch die „dämliche Bedienung.“
Sein Kollege Markus Schwerdtel kritisierte in der gleichen Ausgabe, den spanischen Entwicklern seien die Ideen ausgegangen. Die „wenigen neuen Spielelemente wie die Zeitlimits nerven zudem“, so Schwerdtel.

## Trivia
Der deutsche Publisher Kalypso Media erwarb im Juli 2018 die Rechte an der Commandos-Serie. 2022 erschien mit Commandos 3 HD Remaster ein graphisch verbessertes Remake von Kalypso Media für PC, Xbox One, PlayStation 4 und Nintendo Switch, das auch die Steuerung an die neuen Konsolen anpasste.